# Zupynalefkisplify
Zupynalefkisplify – album studyjny polskiego rapera Proceente. Wydawnictwo ukazało się 26 września 2014 roku nakładem wytwórni muzycznej Aloha Entertainment w dystrybucji Step Records. Produkcji nagrań podjęli się Erio, Stona, Wojak00, SB, Expe, Quiz oraz Patr00. Wśród gości na płycie znaleźli się m.in.: Kuba Knap, Emazet, Green, Gruby Mielzky, O.S.T.R., i Lilu. Natomiast scratche wykonali: DJ Grubaz, DJ Gondek, DJ Paulo, DJ Anusz, Dj Te, DJ Panda oraz Dj. Wojak.

## Lista utworów
Opracowano na podstawie materiału źródłowego.
1. „Intro zupynalefkisplify” (scratche: DJ Grubaz, gościnnie: Bleiz, Ero, Nin-jah, Numer Raz, Skorup, Stasiak, WSZ i Łysonżi) – 1:40
2. „Oświecenie” (produkcja: Erio, scratche: DJ Gondek) – 3:36
3. „Epikurejski splendor” (produkcja: Stona) – 3:30
4. „Kiedy dobrzy ludzie robią złe rzeczy” (produkcja: Stona, gościnnie: Kuba Knap i Emazet, scratche: DJ Grubaz) – 4:22
5. „Potop” (produkcja: Stona, scratche: DJ Paulo) – 3:50
6. „Czarnobyl” (produkcja: Stona, gościnnie: Danny) – 4:34
7. „Palnik” (produkcja: Wojak00, gościnnie: Muflon i Łysonżi Dżonson) – 3:30
8. „Strzelba” (produkcja: SB, scratche: DJ Grubaz) – 3:14
9. „Dom” (produkcja: Expe, scratche: DJ Anusz) – 2:06
10. „Stara ziemia” (produkcja: Stona, scratche: DJ Gondek) – 3:23
11. „Dla chłopaków i dziewczyn” (produkcja: Quiz, gościnnie: Green, Quiz, scratche: Dj Te) – 4:56
12. „Nadzieja” (produkcja: Patr00, gościnnie: Gruby Mielzky, scratche: DJ Grubaz) – 3:26
13. „Lodówka” (produkcja: Patr00, scratche: DJ Panda) – 3:02
14. „Drapieżniki szołbiznesu” (produkcja: Patr00, scratche: Dj. Wojak) – 3:12
15. „Ostatniej szansy mecz” (produkcja: Stona, scratche: DJ Gondek) [Extended] – 3:51
16. „Odpowiedzialność” (produkcja: Erio, gościnnie: O.S.T.R. i Hades) – 4:19
17. „Ae” (produkcja: Stona, gościnnie: Lilu, scratche: DJ Anusz) – 3:09
18. „Babcia” (produkcja: Patr00) – 2:45